# The lost (T)apes
The lost (T)apes jest to kompilacyjny album zespołu Guano Apes.

## Lista utworów
1. Your Song
2. Hanoi
3. Maria
4. Diokhan
5. Open Your Eyes
6. Get Busy
7. Ignaz
8. Rain
9. Wasserfliege
10. Come And Feel
11. Running Away
12. Dreamin'